# NACRA Championship 2013
La NACRA Rugby Championship de 2013 fue la 6.ª edición del torneo que organiza la Confederación Norteamericana.

## Resultados

### Clasificatoria Norte
| 19 de enero | México | 23 - 50 | USA South |  |  |

| 19 de enero | Islas Turcas y Caicos | 13 - 31 | Jamaica |  |  |

| 23 de febrero | Jamaica | 12 - 29 | USA South |  |  |

#### Final Clasificatoria Norte
| 13 de abril | Bahamas | 15 - 42 | USA South |  |  |

- USA South clasifica a la zona campeonato

### Clasificatoria Sur
| 12 de enero | Curazao | 37 - 24 | San Vicente y las Granadinas |  |  |

| 19 de enero | Islas Vírgenes Británicas | 41 - 35 | Santa Lucía |  |  |

| 23 de febrero | Islas Vírgenes Británicas | 12 - 39 | Curazao |  |  |

#### Final Clasificatoria Sur
| 13 de abril | Barbados | 41 - 3 | Curazao |  |  |

- Barbados clasifica a la zona campeonato

## Zona Campeonato

### Norte

#### Posiciones
| Pos. | Equipo       | Encuentros | Encuentros | Encuentros | Encuentros | Tantos  | Tantos    | Tantos     | Puntos |
| Pos. | Equipo       | jugados    | ganados    | empatados  | perdidos   | a favor | en contra | diferencia | Puntos |
| ---- | ------------ | ---------- | ---------- | ---------- | ---------- | ------- | --------- | ---------- | ------ |
| 1    | USA South    | 3          | 2          | 0          | 0          | 33      | 21        | + 12       | 4      |
| 2    | Islas Caimán | 2          | 1          | 0          | 1          | 27      | 23        | + 4        | 3      |
| 3    | Bermudas     | 2          | 0          | 0          | 2          | 28      | 44        | - 16       | 1      |

|  | Finalista |

| 4 de mayo | USA South | 9 - 7 | Islas Caimán |  |  |

| 18 de mayo | Bermudas | 14 - 24 | USA South |  |  |

| 1 de junio | Islas Caimán | 20 - 14 | Bermudas |  |  |

### Sur

#### Posiciones
| Pos. | Equipo            | Encuentros | Encuentros | Encuentros | Encuentros | Tantos  | Tantos    | Tantos     | Puntos |
| Pos. | Equipo            | jugados    | ganados    | empatados  | perdidos   | a favor | en contra | diferencia | Puntos |
| ---- | ----------------- | ---------- | ---------- | ---------- | ---------- | ------- | --------- | ---------- | ------ |
| 1    | Trinidad y Tobago | 3          | 2          | 0          | 0          | 39      | 6         | + 33       | 4      |
| 2    | Guyana            | 2          | 1          | 0          | 1          | 19      | 37        | - 18       | 2      |
| 3    | Barbados          | 2          | 0          | 0          | 2          | 23      | 38        | - 15       | 1      |

|  | Finalista |

| 15 de mayo | Barbados | 6 - 19 | Trinidad y Tobago |  |  |

| 18 de mayo | Guyana | 19 - 17 | Barbados |  |  |

| 1 de junio | Trinidad y Tobago | 20 - 0 | Guyana |  |  |

## Final
| 22 de junio | Trinidad y Tobago | 18 - 26 | USA South |  |  |